# インターナショナル・スーパーヒッツ・ビデオ!
『インターナショナル・スーパーヒッツ・ビデオ!』（International Supervideos!）は、アメリカのロックバンド、グリーン・デイによるビデオ。2001年11月13日発売。

## 解説
ベストアルバム『インターナショナル・スーパーヒッツ!』と同じ日に発売され、1994年から2001年までのグリーン・デイのミュージックビデオが、15個収録されている。

## 収録曲
1. ロングヴュー (ドゥーキーから）
2. バスケット・ケース (ドゥーキーから）
3. ホェン・アイ・カム・アラウンド (ドゥーキーから)
4. ギークはパンク・ロッカー (インソムニアックから)
5. スタック・ウィズ・ミー (インソムニアックから)
6. ブレイン・シチュー/ジェイディッド (インソムニアックから)
7. ウォーキング・コントラディクション (インソムニアックから)
8. ヒッチン・ア・ライド (ニムロッドから)
9. グッド・リダンス (タイム・オブ・ユア・ライフ) (ニムロッドから)
10. リダンダント (ニムロッドから)
11. ナイス・ガイズ・フィニッシュ・ラスト (ニムロッドから)
12. ラスト・ライド・イン (ニムロッドから)
13. マイノリティ (ウォーニングから)
14. ウォーニング (ウォーニングから)
15. ウェイティング (ウォーニングから)